# بلاك روك (شركة)
بلاك روك هي شركة أمريكية متعددة الجنسيات لإدارة الاستثمار يقع مقرها في مدينة نيويورك. تأسست شركة بلاك روك في عام 1988، في البداية كإدارة لإدارة المخاطر والأصول المؤسسية ذات الدخل الثابت، وهي أكبر شركة لإدارة الأصول في العالم، حيث تبلغ الأصول الخاضعة للإدارة  تريليون US$10 أمريكي اعتبارًا من يناير 2022. تعمل بلاك روك عالميًا مع 70 مكتبًا في 30 دولة وعملاء في 100 دولة.
سعت بلاك روك إلى وضع نفسها كشركة رائدة في مجال الحوكمة البيئية والاجتماعية وحوكمة الشركات (ESG). واجهت الشركة انتقادات لتفاقم تغير المناخ، وعلاقاتها الوثيقة مع نظام الاحتياطي الفيدرالي خلال وباء كورونا COVID-19، والسلوك المانع للمنافسة، واستثماراتها غير المسبوقة في الصين.

## تاريخ

### 1988-1997
تأسست شركة بلاك روك في عام 1988 على يد لاري فينك وروبرت إس كابيتو وسوزان واغنر وباربرا نوفيك وبين جولوب وهيو فراتر ورالف شلوسشتاين وكيث أندرسون  لتزويد العملاء المؤسسيين بخدمات إدارة الأصول من منظور إدارة المخاطر. عمل فينك وكابيتو وجولوب ونوفيك معًا في فيرست بوسطن، حيث كان فينك وفريقه روادًا في سوق الأوراق المالية المدعومة بالرهن العقاري في الولايات المتحدة. خلال فترة فينك، فقد 100 مليون دولار كرئيس لشركة فيرست بوسطن. كانت تلك التجربة هي الدافع لتطوير ما اعتبره هو والآخرون إدارة مخاطر وممارسات ائتمانية ممتازة. في البداية، سعى فينك للحصول على تمويل (لرأس المال التشغيلي الأولي) من بيتي بيترسون من مجموعة بلاكستون الذي آمن برؤية فينك لشركة مكرسة لإدارة المخاطر. أطلق عليها بيترسون اسم Blackstone Financial Management. في مقابل الحصول على حصة 50 في المائة في أعمال السندات، أعطت بلاكستون في البداية فينك وفريقه حد ائتمان قدره 5 ملايين دولار. في غضون أشهر، أصبح العمل مربحًا، وبحلول عام 1989 تضاعفت أصول المجموعة أربع مرات لتصل إلى 2.7 مليار دولار. كما انخفضت نسبة الحصة المملوكة لشركة بلاكستون إلى 40٪، مقارنةً بموظفي Fink.
بحلول عام 1992، كان لدى بلاكستون حصة تعادل حوالي 35 ٪ من الشركة، وكان ستيفن أ. شوارزمان وفينك يفكران في بيع الأسهم للجمهور. تبنت الشركة اسم بلاك روك في عام 1992، وبحلول نهاية ذلك العام، كانت بلاك روك تدير أصولًا بقيمة 17 مليار دولار. في نهاية عام 1994، كانت شركة بلاك روك تدير 53 مليار دولار. عام 1994، دخل شوارزمان وفينك في نزاع داخلي حول طرق التعويض والإنصاف. أراد فينك تقاسم حقوق الملكية مع الموظفين الجدد، لجذب المواهب من البنوك، على عكس شوارزمان، الذي لم يرغب في خفض حصة بلاكستون. اتفقا على الانفصال، وباع شوارزمان شركة بلاك روك، وهو قرار وصفه لاحقًا بأنه «خطأ بطولي». في يونيو 1994، باعت بلاكستون وحدة سندات الرهن العقاري بأصول بقيمة 23 مليار دولار إلى بي أن سي للخدمات المالية مقابل 240 مليون دولار. قامت الوحدة بالتداول في الرهون العقارية وغيرها من الأصول ذات الدخل الثابت، وخلال عملية البيع غيرت الوحدة اسمها من Blackstone Financial Management إلى BlackRock Financial Management. بقي شوارزمان مع بلاكستون، بينما أصبح فينك رئيس مجلس الإدارة والرئيس التنفيذي لشركة بلاك روك.

### 1999-2009
تم طرح بلاك روك للاكتتاب العام في عام 1999 بسعر 14 دولارًا للسهم  في بورصة نيويورك. بحلول نهاية العام، كانت شركة بلاك روك تدير أصولًا بقيمة 165 مليار دولار. نمت شركة بلاك روك على حد سواء عضويا وعن طريق الاستحواذ. في أغسطس 2004، قامت بلاك روك بأول عملية استحواذ كبيرة لها، حيث اشترت شركة SSRM Holdings، Inc. التابعة لشركة State Street Research &amp; Management من شركة ميت لايف مقابل 325 مليون دولار نقدًا و 50 مليون دولار في الأسهم. أدى الاستحواذ إلى زيادة أصول بلاك روك الخاضعة للإدارة من 314 مليار دولار إلى 325 مليار دولار. تضمنت الصفقة الصندوق المشترك للأعمال التجارية State Street Research & Management في 2005. اندمجت بلاك روك مع مديري الاستثمار في ميريل لينش (MLIM) في عام 2006،  مما أدى إلى خفض ملكية PNC إلى النصف ومنح ميريل لينش حصة 49.5٪ في الشركة. في أكتوبر 2007، استحوذت شركة بلاك روك على أعمال صندوق الأموال لشركة Quellos Capital Management.
تعاقدت حكومة الولايات المتحدة مع شركة بلاك روك للمساعدة في حل تداعيات الانهيار المالي لعام 2008. وفقًا لمجلة فانيتي فير، اعتقدت المؤسسة المالية في واشنطن وول ستريت أن شركة بلاك روك كانت الخيار الأفضل للوظيفة. سمح الاحتياطي الفيدرالي لشركة بلاك روك بمراقبة تسوية ديون بير شتيرنز والمجموعة الأمريكية الدولية بقيمة 130 مليار دولار.
في عام 2009، أصبحت بلاك روك أول مدير للأصول على مستوى العالم. في أبريل 2009، استحوذت بلاك روك على R3 Capital Management، LLC واستحوذت على صندوق بقيمة 1.5 مليار دولار. في 12 يونيو 2009، باع باركليز وحدته المستثمرة العالمية، والتي تضمنت أعمال الصناديق المتداولة في البورصة، iShares، إلى بلاك روك مقابل 13.5 مليار دولار أمريكي. من خلال الصفقة، حصل باركليز على حصة تقارب 20٪ في بلاك روك.

### 2010-2019
في عام 2010، وصف رالف شلوسشتاين، الرئيس التنفيذي لشركة ايفيركور بارتنرز ومؤسس بلاك روك، شركة بلاك روك بأنها «المؤسسة المالية الأكثر نفوذاً في العالم». في 1 أبريل 2011، نظرًا لاستحواذ سانوفي على Genzyme، قامت بلاك روك باستبدالها في مؤشر S&P 500.
في عام 2013، أدرجت Fortune شركة بلاك روك في قائمتها السنوية لأكثر 50 شركة نجاحا في العالم. في عام 2014، قالت الإيكونوميست إن إدارة بلاك روك البالغة 4 تريليونات دولار جعلتها «أكبر شركة لادارة الأصول في العالم»، وكان أكبر من أكبر بنك في العالم، البنك لصناعي والتجاري الصيني، بثلاثة تريليونات دولار. في مايو من نفس العام، استثمرت شركة بلاك روك في شركة سنابديل.
في ديسمبر 2014، تم حظر مدير عام لشركة بلاك روك في لندن من قبل هيئة السلوك المالي البريطانية لفشله في اختبار «لائق ومناسب»، لأنه دفع 43000 جنيه إسترليني لتجنب الملاحقة القضائية بسبب التهرب من أسعار القطارات. قالت شركة بلاك روك، «غادر جوناثان بوروز شركة بلاك روك في وقت سابق من هذا العام. وان ما اعترف به في هيئة السلوك المالي يتعارض تمامًا مع قيمنا ومبادئنا».
في نهاية عام 2014، أفاد معهد صناديق الثروة السيادية أن 65٪ من أصول بلاك روك المدارة تتكون من مستثمرين مؤسسيين.
بحلول 30 يونيو 2015، كان لدى شركة بلاك روك 4.721 تريليون دولار أمريكي من الأصول الخاضعة للإدارة. وفي 26 أغسطس 2015، دخلت بلاك روك في اتفاقية نهائية للاستحواذ على Future Advisor،  مزود إدارة الثروات الرقمية مع إدارة أصول تم الإبلاغ عنها بقيمة 600 مليون دولار. وبموجب الصفقة، ستعمل Future Advisor كمنفذ عمليات تجاري داخل حلول بلاك روك (BRS). أعلنت شركة بلاك روك في نوفمبر 2015 أنها ستنهي صندوق التحوط بلاك روك Global Ascent بعد الخسائر.
كان صندوق الصعود العالمي هو صندوق الماكرو العالمي الوحيد المخصص لها، حيث كانت شركة بلاك روك «معروفة بصناديقها المشتركة وصناديقها المتداولة في البورصة». في ذلك الوقت، كانت بلاك روك تدير 51 مليار دولار في صناديق التحوط، منها 20 مليار دولار في صناديق التحوط.
في مارس 2017، أعلنت صحيفة فاينانشيال تايمز أن بلاك روك، بعد مراجعة استمرت ستة أشهر بقيادة مارك وايزمان، بدأت في إعادة هيكلة أعمال صناديقها المدارة بنشاط بقيمة 8 مليارات دولار، مما أدى إلى مغادرة سبعة مديري محافظ و 25 مليون دولار رسوم في س 2، استبدال بعض الصناديق باستراتيجيات استثمار كمية. في مايو 2017، زادت شركة بلاك روك من حصتها في كل من CRH plc وBank of Ireland. بحلول أبريل 2017، بلغت حصة أعمال iShares 1.41 تريليون دولار، أو 26 في المائة من إجمالي أصول بلاك روك الخاضعة للإدارة، و 37 في المائة من دخل الرسوم الأساسية لشركة بلاك روك. في أبريل 2017، دعمت شركة بلاك روك إدراج أسهم البر الرئيسي الصيني في مؤشر MSCI العالمي لأول مرة.
بين أكتوبر وديسمبر 2018، انخفضت أصول شركة بلاك روك بمقدار 468 مليار دولار أمريكي وانخفضت إلى أقل من 6 تريليونات دولار. كان أكبر انخفاض بين ربعين منذ سبتمبر 2011.
اعتبارًا من عام 2019، تمتلك بلاك روك 4.81٪ من دويتشه بنك، مما يجعلها أكبر مساهم منفرد. يعود هذا الاستثمار إلى عام 2016 على الأقل. في مايو 2019، تلقت شركة بلاك روك انتقادات للتأثير البيئي لمقتنياتها. يتم احتسابها من بين أكبر ثلاثة مساهمين في كل «شركة نفطية عملاقة» باستثناء توتال، وهي من بين أكبر 10 مساهمين في 7 من أكبر 10 منتجين للفحم.

### منذ عام 2020
في رسالته السنوية المفتوحة لعام 2020، أعلن فينك الاستدامة البيئية كهدف أساسي لقرارات الاستثمار المستقبلية لشركة BlackRock. كشفت شركة بلاك روك عن خطط لبيع 500 مليون دولار من استثمارات الفحم. وفي مارس 2020 اختار مجلس الاحتياطي الفيدرالي شركة بلاك روك لإدارة برنامجين لشراء سندات الشركات استجابةً لوباء فيروس كورونا، وهما تسهيل ائتمان الشركات في السوق الأولية (PMCCF) بقيمة 500 مليار دولار أمريكي، وتسهيل ائتمان الشركات في السوق الثانوية (SMCCF)، فضلاً عن الشراء. من خلال نظام الاحتياطي الفيدرالي للأوراق المالية المدعومة بالرهن العقاري التجاري (CMBS) بضمان الرابطة الوطنية للرهن العقاري أو الرابطة الوطنية للرهن العقاري أو المؤسسة الفيدرالية لقروض الرهن العقاري.
في أغسطس 2020 تلقت شركة بلاك روك موافقة من هيئة تنظيم الأوراق المالية الصينية لتأسيس عمل صندوق مشترك في الدولة. هذا جعل بلاك روك أول مدير أصول عالمي يحصل على موافقة من الحكومة الصينية لبدء العمليات في البلاد. في يناير 2020 باعت شركة بي إن سي للخدمات المالية حصتها في شركة بلاك روك. واعتبارًا من عام 2021، تمتلك بلاك روك 7.50٪ من HSBC Holdings plc، مما يجعلها ثاني أكبر مساهم منفرد بعد Ping An Insurance.

## الملكية والشفافية
من خلال استثمار 401 (ك) العملاء والاستثمارات الأخرى، تعد بلاك روك من كبار المساهمين في العديد من الشركات المتنافسة المتداولة علنًا. على سبيل المثال، راجع النسبة المئوية للأسهم المملوكة لشركة بلاك روك في: Apple (NasdaqGS: 6.34٪)  و Microsoft (NasdaqGS: 6.77٪)،  Wells Fargo & Co (NYSE: 4.30٪)  و JPMorgan تشيس آند كو (بورصة نيويورك: 4.41٪). أثار هذا التركيز في الملكية مخاوف من السلوك المناهض للمنافسة. حللت دراسة أجريت عام 2014 بعنوان «الآثار المانعة للمنافسة للملكية المشتركة» آثار هذا النوع من الملكية المشتركة على أسعار تذاكر الطيران. ووجدت الدراسة أن «الأسعار ترتفع وتنخفض الكمية عندما تكون شركات الطيران المتنافسة على طريق معين مملوكة بشكل أكثر شيوعًا من قبل نفس مجموعة المستثمرين». ويشير المؤلفون إلى أن هذه الزيادة في الأسعار لا تعني بالضرورة تواطؤًا واعيًا بين المالكين العاديين، ولكن ربما تكون هذه الشركات الآن «كسولة جدًا لدرجة عدم القدرة على التنافس» مع نفسها. شركة بلاك روك هي مساهم في العديد من المستثمرين المؤسسيين الذين يمتلكون أسهماً في بلاك روك. تشبه سلسلة الملكية هذه هياكل الملكية الدائرية التي تم تحديدها في المملكة المتحدة، على سبيل المثال.

## المالية والاقتصاد
اعتبارًا من عام 2021، احتلت بلاك روك المرتبة 192 في قائمة فورتشين 500 لأكبر الشركات الأمريكية من حيث الإيرادات. في عام 2020، أصدر مشروع الحريات الاقتصادية الأمريكية غير الربحي تقريرًا يسلط الضوء على حقيقة أن «الشركات الثلاث الكبرى لإدارة الأصول - بلاك روك و فانغارد للاستثمار وشركة ستيت ستريت - تدير أكثر من 15 تريليون دولار من الأصول العالمية المُدارة، وهو مبلغ يعادل أكثر من ثلاثة أرباع الناتج المحلي الإجمالي للولايات المتحدة». ودعا التقرير إلى إصلاحات هيكلية وتنظيم أفضل للأسواق المالية.
| السنة | الربح (مليون دولار أمريكي) | صافي الدخل (مليون دولار أمريكي) | إجمالي الأصول (مليون دولار أمريكي) | AUM (مليون دولار أمريكي) | السعر لكل حصة (بالدولار الأمريكي) | الموظفين |
| ----- | -------------------------- | ------------------------------- | ---------------------------------- | ------------------------ | --------------------------------- | -------- |
| 2005  | 1،191                      | 234                             | 1،848                              |                          | 62.85                             | 2،151    |
| 2006  | 2،098                      | 323                             | 20469                              |                          | 103.75                            | 5113     |
| 2007  | 4،845                      | 993                             | 22.561                             |                          | 128.69                            | 5952     |
| 2008  | 5،064                      | 784                             | 19،924                             |                          | 144.07                            | 5341     |
| 2009  | 4،700                      | 875                             | 178،124                            |                          | 136.79                            | 8629     |
| 2010  | 8612                       | 2،063                           | 178459                             | 3561000                  | 145.85                            | 9127     |
| 2011  | 9081                       | 2،337                           | 179896                             | 3513000                  | 148.27                            | 10100    |
| 2012  | 9337                       | 2،458                           | 200451                             | 3،792،000                | 158.53                            | 10500    |
| 2013  | 10،180                     | 2932                            | 219.873                            | 4،325،000                | 238.52                            | 11400    |
| 2014  | 11.081                     | 3294                            | 239.792                            | 4،651،895                | 289.80                            | 12200    |
| 2015  | 11401                      | 3345                            | 225261                             | 4،645،412                | 322.68                            | 13000    |
| 2016  | 12261                      | 3،168                           | 220177                             | 5،147،852                | 334.16                            | 13000    |
| 2017  | 13600                      | 4،952                           | 220217                             | 6288195                  | 414.60                            | 13900    |
| 2018  | 14198                      | 4305                            | 159.573                            | 5،975،818                | 492.98                            | 14900    |
| 2019  | 14.539                     | 4،476                           | 168،622                            | 7،430،000                | 448.22                            | 16،200   |
| 2020  | 16205                      | 4932                            | 176982                             | 8677000                  | 558.56                            | 16500    |
| 2021  | 19169                      | 5،901                           | 152.648                            | 101010143                | —                                 | 18400    |

## عمليات الدمج والاستحواذ
| رقم | تاريخ الاستحواذ | الشركة                               | الدولة           | السعر ( بالدولار الأمريكي ) | تستخدم أو تتكامل مع                          | المصدر.       |
| --- | --------------- | ------------------------------------ | ---------------- | --------------------------- | -------------------------------------------- | ------------- |
| 1   | فبراير 10, 2006 | ميريل لينش لإدارة الاستثمار          | الولايات المتحدة | 9.3 مليار دولار             | حضور تجاري وعالمي                            | [ 73 ]        |
| 2   | يناير 12, 2009  | باركليز جلوبال انفستور               | الولايات المتحدة | 13.5 مليار دولار            | ETF                                          | [ 74 ]        |
| 3   | يناير 15, 2010  | مجموعة هيليكس المالية ذ              | الولايات المتحدة | -                           | CRE                                          | [ 75 ] [ 76 ] |
| 4   | أغسطس 25, 2015  | FutureAdvisor                        | الولايات المتحدة | 150 مليون دولار             | استشارة آلية                                 | [ 77 ] [ 78 ] |
| 5   | يونيو 9, 2017   | كاتشيماتريكس                         | الولايات المتحدة | -                           | إدارة السيولة                                | [ 79 ]        |
| 6   | يناير 8, 2018   | تينينباوم كابيتال بارتنرز            | الولايات المتحدة | -                           | الائتمان الخاص                               | [ 80 ] [ 81 ] |
| 7   | سبتمبر 24, 2018 | أعمال إدارة الأصول لشركة Citibanamex | المكسيك          | 350 مليون دولار             | الدخل الثابت والأسهم وصناديق الأصول المتعددة | [ 82 ] [ 83 ] |
| 8   | أكتوبر 5, 2019  | حلول الاستثمار البديلة eFront        | الولايات المتحدة | 1.3 مليار دولار             | حلول إدارة الاستثمار البديلة                 | [ 84 ]        |

## شركة حلول بلاك روك BRS
في عام 2000، أطلقت الشركة شركة تابعة لها تحت اسم  BlackRock Solutions حلول بلاك روك (BRS) في قسم التحليلات وإدارة المخاطر في الشركة. نشأ القسم من نظام Aladdin (وهو نظام الاستثمار المؤسسي) و Green Package (وهي خدمة الإبلاغ عن المخاطر) PAG (تحليلات المحفظة) و AnSer (وهي التحليلات التفاعلية). تخدم (BRS) في دورين في بلاك روك:
- أولاً، بلاك روك Solutions هو قسم تحليلات الاستثمار الداخلي و «هندسة العمليات» لشركة بلاك روك والذي يعمل مع فرق إدارة المحافظ والتحليل الكمي والمخاطر والعمليات التجارية وكل جزء آخر من الشركة يمس عملية الاستثمار.
- ثانيًا، تعد BlackRock Solutions (BRS) والأقسام الثلاثة الأساسية خدمات يتم تقديمها للعملاء المؤسسيين. اعتبارًا من عام 2013، كان لدى المنصة ما يقرب من 2000 موظف.[85]

تميز بلاك روك نفسها عن مديري الأصول الآخرين من خلال الادعاء بأن إدارة المخاطر الخاصة بها ليست منفصلة. إدارة المخاطر هي الأساس وحجر الزاوية لمنصة الشركة بأكملها. يتتبع علاء الدين 30 ألف محفظة استثمارية، بما في ذلك محافظ بلاك روك إلى جانب تلك الخاصة بالمنافسين والبنوك وصناديق التقاعد وشركات التأمين. وفقًا لمجلة الإيكونوميست، اعتبارًا من ديسمبر 2013، تراقب المنصة ما يقرب من 7 في المائة من الأصول المالية العالمية البالغة 225 تريليون دولار.
احتفظت وزارة الخزانة الأمريكية في BRS في مايو 2009  لإدارة (أي تحليل، وفك، وتسعير) أصول الرهن العقاري السامة التي كانت مملوكة لشركة بير ستيرنز، و AIG، Inc.، و Freddie Mac، و Morgan Stanley، وغيرهم الشركات المالية التي تأثرت في الأزمة المالية لعام 2008.

## الاستثمار في الحوكمة البيئية والاجتماعية
في عام 2017، وسعت بلاك روك من وجودها في الاستثمار المستدام والحوكمة البيئية والاجتماعية وحوكمة الشركات (ESG) مع موظفين جدد  ومنتجات في كل من الولايات المتحدة الأمريكية  وأوروبا  بهدف قيادة التطور للقطاع المالي في هذا الصدد.
بدأت بلاك روك في استخدام ثقلها لجذب الانتباه إلى قضايا البيئة والتنوع عن طريق الرسائل الرسمية إلى الرؤساء التنفيذيين وأصوات المساهمين جنبًا إلى جنب مع المستثمرين الناشطين أو شبكات المستثمرين  مثل مشروع الكشف عن الكربون، والذي دعم في عام 2017 قرارًا ناجحًا للمساهمين لشركة ExxonMobil العمل على تغير المناخ. في عام 2018، طلبت من شركة Russell 1000 تحسين التنوع بين الجنسين في مجالس إدارتها إذا كان لديها أقل من سيدتين فيها.
بعد مناقشات مع مصنعي وموزعي الأسلحة النارية، في 5 أبريل 2018، قدمت بلاك روك صندوقين جديدين يتم تداولهما في البورصة (ETFs) يستثنيان مخزونات صانعي الأسلحة وتجار التجزئة الكبار للأسلحة، Walmart، Dick's Sporting Goods، Kroger، Sturm Ruger، American Outdoor Brands Corporation، و Vista Outdoor، وإزالة الأسهم من صناديق ESG السبعة الحالية «لتوفير المزيد من الخيارات للعملاء الذين يسعون إلى استبعاد شركات الأسلحة النارية من محافظهم.» 
في آب (أغسطس) 2021، قال مسؤول تنفيذي سابق في شركة بلاك روك كان قد شغل منصب أول مدير استثمار عالمي للشركة في مجال الاستثمار المستدام، إنه يعتقد أن استثمار الشركة في ESG كان «علاجًا وهميًا خطيرًا يضر بالمصلحة العامة». قال المدير التنفيذي السابق إن المؤسسات المالية لديها الحافز للانخراط في الاستثمار في ESG لأن منتجات ESG لها رسوم أعلى، والتي بدورها تزيد من أرباح الشركة.
في أكتوبر 2021، كتب مجلس تحرير وول ستريت جورنال أن شركة بلاك روك كانت تدفع لجنة الأوراق المالية والبورصات الأمريكية لتبني قواعد تتطلب من الشركات الخاصة الكشف علنًا عن تأثيرها المناخي، وتنوع مجالس إدارتها، ومقاييس أخرى. ورأى مجلس التحرير أن «تفويضات ESG، التي تنطوي أيضًا على تقاضي كبير ومخاطر تتعلق بالسمعة، ستجعل العديد من الشركات تتجنب الأسواق العامة. هذا من شأنه أن يضر بالبورصات ومديري الأصول، ولكن معظم المستثمرين الأفراد».
في كانون الثاني (يناير) 2022، دافع لاري فينك، المؤسس والرئيس التنفيذي لشركة بلاك روك، عن تركيز الشركة على الاستثمار في الحوكمة البيئية والاجتماعية وحوكمة الشركات، رافضًا الاتهامات بأن مدير الأصول كان يستخدم ثقله ونفوذه لدعم أجندة صحيحة سياسيًا أو تقدمية. قال فينك إن ممارسة ESG «ليست مستيقظة». وفقًا لصحيفة نيويورك تايمز، أثار تركيز بلاك روك على الحوكمة البيئية والاجتماعية وحوكمة الشركات انتقادات على أنها «إما الرضوخ للمصالح المعادية للأعمال التجارية» أو كونها «مجرد تسويق». وفقًا لقناة CNBC، اتهمت بعض الجماعات المحافظة والمشرعين شركة بلاك روك بـ «استيقاظ المواقف» لإخفاء تحويل أموال الشركة إلى الشركات الصينية. وفي الوقت نفسه، هاجم نشطاء ومجموعات بيئية الشركة لفشلها في سحب استثماراتها من شركات الوقود الأحفوري وغيرها من المساهمين الكبار في تغير المناخ.

### الاحتباس الحراري
أفيد في ديسمبر 2018 أن شركة بلاك روك هي أكبر مستثمر في العالم في مطوري محطات الفحم، حيث تمتلك أسهمًا بقيمة 11 مليار دولار بين 56 مطورًا لمصانع الفحم. يُظهر تقرير آخر أن شركة بلاك روك تمتلك احتياطيات من النفط والغاز والفحم الحراري أكثر من أي مستثمر آخر بإجمالي احتياطيات تصل إلى 9.5 جيجا طن من CO2  - أو 30 في المائة من إجمالي الانبعاثات المرتبطة بالطاقة من عام 2017. أطلقت المجموعات البيئية بما في ذلك Sierra Club،  و Amazon Watch  حملة في سبتمبر 2018 بعنوان «مشكلة بلاك روك الكبيرة»،  تدعي أن بلاك روك هي «أكبر محرك لتدمير المناخ على هذا الكوكب»، بسبب جزء من رفضها سحب استثماراتها من شركات الوقود الأحفوري. في 10 يناير 2020، هرعت مجموعة من نشطاء المناخ داخل مكاتب شركة بلاك روك الفرنسية في باريس، لطلاء الجدران والأرضيات بتحذيرات واتهامات بشأن مسؤولية الشركة في ظل الأزمات المناخية والاجتماعية الحالية.
في 14 يناير 2020، قال الرئيس التنفيذي لشركة بلاك روك Larry Fink إن الاستدامة البيئية ستكون هدفًا رئيسيًا لقرارات الاستثمار. أعلنت شركة بلاك روك أنها ستبيع ما قيمته 500 مليون دولار من الأصول المتعلقة بالفحم، وستنشئ أموالًا من شأنها تجنب مخزونات الوقود الأحفوري، وهما خطوتان من شأنهما إحداث تغيير جذري في سياسة الشركة الاستثمارية. ووصف المدافع عن البيئة بيل ماكيبين هذا بأنه «فوز كبير، إن لم يكن نهائيًا، للناشطين». ومع ذلك، انخفض دعم بلاك روك لقرارات المساهمين التي تطلب الكشف عن مخاطر المناخ من 25٪ في 2019 إلى 14٪ في 2020 وفقًا لبيانات Morningstar Proxy Data.

### القواعد المصرفية في الاتحاد الأوروبي
فتح محققي الشكاوى الأوروبي تحقيقًا في مايو 2020  لفحص ملف المفوضية بشأن قرار المفوضية الأوروبية بمنح عقد إلى بلاك روك Investment Management لإجراء دراسة حول دمج المخاطر والأهداف البيئية والاجتماعية والحوكمة في القواعد المصرفية للاتحاد الأوروبي ( «الإطار الاحترازي»). تساءل أعضاء البرلمان الأوروبي  عن حيادية أكبر مدير للأصول في العالم بالنظر إلى استثماراته بالفعل في هذا القطاع.

## الاستثمارات في الصين
في أغسطس 2021، أنشأت الشركة أول صندوق مشترك لها في الصين بعد أن جمعت أكثر من مليار دولار من 111 ألف مستثمر صيني. أصبحت بلاك روك أول شركة أجنبية سمحت لها الحكومة الصينية بتشغيل شركة مملوكة بالكامل في صناعة الصناديق المشتركة في الصين. كتب جورج سوروس في صحيفة وول ستريت جورنال وصف مبادرة بلاك روك في الصين بأنها «خطأ مأساوي» من شأنه أن «يضر بمصالح الأمن القومي للولايات المتحدة والديمقراطيات الأخرى».
في أكتوبر 2021، أطلقت مجموعة أبحاث المستهلكين غير الربحية حملة إعلانية تنتقد علاقة شركة بلاك روك بالحكومة الصينية. وفي ديسمبر 2021 أفيد أن شركة بلاك روك كانت مستثمرة في شركتين تم إدراجهما في القائمة السوداء من قبل حكومة الولايات المتحدة بسبب انتهاكات حقوق الإنسان ضد الأويغور في شينجيانغ. في حالة واحدة ( هيكفيشن ) رفعت بلاك روك مستوى استثماراتها بعد أن تم إدراج الشركة في القائمة السوداء.

## الاستثمارات في الهند
تمتلك الشركة صندوقًا هنديًا مخصصًا، تستثمر من خلاله في الشركات الهندية الناشئة مثل Byju's و GoWork و باي تي إم للمدفوعات و Pine Labs، إلخ. اعتبارًا من عام 2020، خفضت استثماراتها في البلاد مع زيادة الاستثمار في الصين.

## النظرة العامة للشركة
في رسالته السنوية لعام 2018 إلى المساهمين، كتب لاري فينك الرئيس التنفيذي للشركة أن الرؤساء التنفيذيين الآخرين يجب أن يكونوا على دراية بتأثيرهم على المجتمع. اعترضت المنظمات المناهضة للحرب على بيان فينك،  قائلة إن شركة بلاك روك هي أكبر مستثمر في شركات تصنيع الأسلحة من خلال iShares US Aerospace and Defense ETF. في مايو 2018، نظمت المنظمات المناهضة للحرب مظاهرة خارج الاجتماع السنوي لمساهمي شركة بلاك روك في مانهاتن في نيويورك.
كما تم انتقاد الشركة فيما يتعلق بالتقاعس عن مشكلة تغير المناخ وإزالة الغابات في منطقة الأمازون. وفقًا لصحيفة ذا نيو ريببلك، فإن شركة بلاك روك «قد وضعت نفسها على أنها الرجل الطيب في وول ستريت، وأن مديريها التنفيذيين هم طاقم من مديري الأموال المعتدلين الذين يفهمون مخاطر أزمة المناخ وأهمية التنوع. لكن النقاد يقولون إن هذه الالتزامات تمتد حتى الآن فقط إلى العمليات اليومية للشركة».
نظرًا لقوتها، والحجم الهائل ونطاق أصولها المالية وأنشطتها، فقد أُطلق على بلاك روك لقب أكبر بنك ظل في العالم. في عام 2020، اقترح النائبان الأمريكيان كاتي بورتر وخيسوس «تشوي» غارسيا مشروع قانون في مجلس النواب الأمريكي يهدف إلى تقييد شركة بلاك روك وغيرها من بنوك الظل المزعومة. في 4 مارس 2021، اقترحت السناتور الأمريكية إليزابيث وارن تصنيف شركة بلاك روك على أنها «أكبر من أن تفشل».
تم فحص بلاك روك بزعم استفادتها من علاقاتها الوثيقة مع نظام الاحتياطي الفيدرالي خلال جهود الاستجابة لوباء مرض فيروس كورونا 2019. في يونيو 2020، كتبت صحيفة ذا نيو ريببلك أن شركة بلاك روك «كانت تعاني من وباء جيد جدًا» وكانت تعتبر نفسها «مسؤولة اجتماعيًا بينما تساهم في كارثة المناخ، وتتجنب التدقيق التنظيمي، وتسعى للتأثير على إدارة بايدن».

## الأشخاص الرئيسيين
اعتبارًا من عام 2021، أصبح لدى بلاك روك مجلس إدارة مكون من ثمانية عشر شخصًا مؤثرا. هم:
- لاري فينك - المؤسس والرئيس والمدير التنفيذي [25]
- بدر محمد السعد
- باميلا دالي
- جيسيكا ب. اينهورن
- بيث فورد
- وليام إي فورد
- فابريزيو فريدا
- موري س. جربر
- مارجريت «بيجي» ل. جونسون
- روبرت س. كابيتو - المؤسس والرئيس المشارك [132]
- شيريل دي ميلز
- جوردون نيكسون
- كريستين بيك
- تشارلز هـ.روبنز
- كارلوس سليم دوميت
- هانز فيستبرج
- سوزان واجنر - مؤسس وعضو مجلس الإدارة [133]
- مارك ويلسون

الأشخاص الذين عملوا سابقًا في مجلس إدارة الشركة هم:
- بريان ديس - الرئيس العالمي السابق للاستثمار المستدام [134]
- بليك غروسمان، نائب الرئيس السابق [135]